# Hymenoscyphus caudatus
Hymenoscyphus caudatus är en svampart som först beskrevs av Petter Adolf Karsten, och fick sitt nu gällande namn av Dennis 1964. Hymenoscyphus caudatus ingår i släktet Hymenoscyphus och familjen Helotiaceae.  Arten är reproducerande i Sverige. Inga underarter finns listade i Catalogue of Life.